# L'Art de persuader
L’Art de persuader est une œuvre philosophique de Blaise Pascal. Rédigé vers 1660, à une période de forte opposition entre Jansénistes et Jésuites, ce texte s’inscrit dans un combat théologique. À ce moment-là, pour les Jansénistes, il équivaut au Discours de la méthode, il « témoigne de l’efficacité redoutable de l’argumentation ».

## Objet du texte
Pascal distingue les vérités qui entrent du cœur dans l'esprit (vérités de la foi) des vérités qui entrent de l'esprit dans le cœur. Seules ces dernières sont à la portée de notre entendement. Or, nos opinions entrent dans l'âme soit démontrées par l'entendement soit par l'agrément de la volonté. L’art de persuader a donc pour objet la manière dont les hommes consentent à ce qu'on leur propose et aux conditions qu'on veut faire croire.

« Personne n’ignore qu’il y a deux entrées par où les opinions sont reçues dans l’âme, qui sont ses deux principales puissances, l’entendement et la volonté. »

— Blaise Pascal, L’art de persuader

## Principes du consentement
- pour l'esprit
- pour la volonté

## Règles
- Définitions
- Axiomes
- Démonstrations